# Pangur Bán (banda)
Pangur Bán es un grupo de música de la ciudad de Derry, de música rebelde irlandesa de raíz tradicional irlandesa.

## Historia
El grupo fue creado en 1983 y se separaron en 1986, en la cúspide de su popularidad. Para entonces solo tenían un álbum, "DHSScover Ireland". 

## Componentes
- Gerry Breslin; vocal y guitarra.
- Gerry McGowan; vocal y mandolina.
- Harry Kane; vocal y bajo.
- Neil Carson; vocal y banjo.

## Discografía
VINYL LP 
DHSScover Ireland (1985 / 1999: reedición en cCD.):
1. The Ulster Way
2. George and Pop
3. Four Strong Winds
4. The Smuggler
5. Death Before Revenge
6. This Land Is Your Land
7. Willie and Danny
8. Gallipoli
9. Women of Ireland
10. Holy Ground
11. The Informer

DVD LIVE IN GLASGOW 1985
track listing:
1. This Land Is Your Land
2. Ireland Unfree
3. Gallipoli
4. Holy Ground
5. Willie & Danny
6. The Mason's Apron (inst.)
7. Sunday Bloody Sunday (U2 version)
8. The Ulster Way
9. Belfast Mill
10. Viva La Quince Brigada
11. Back Home in Derry
12. Joe McDonnell *
13. This Land of Mine/Bring Them Home
14. Yesterday's Men
15. George & Pop

- track 12 performed by Pádraig Mór